# Мальтар, Бруно
Бруно Мальтар (хорв. Bruno Maltar, род. 6 октября 1994, Валпово, Осиецко-Бараньская жупания) — хорватский шоссейный велогонщик.

## Карьера
Участник чемпионатов мира 2013 и 2014 годов в командной гонке.
В 2015 голу принял участие в Европейских играх в шоссеных гонках. Сначала стартовал в индивидуальной, а затем в групповой гонках.
Чемпион и призёр чемпионата Хорватии в индивидуальной гонке. Участвовал в чемпионате Европы в категории U23.

## Достижения
2011
 Чемпион Хорватии — велокросс U19
2-й на Чемпионат Хорватии — индивидуальная гонка U19
2012
Гран-при Арно
2013
2-й на Чемпионат Хорватии — индивидуальная гонка
2014
 Чемпион Хорватии — индивидуальная гонка
2015
 Чемпион Хорватии — индивидуальная гонка U23
2-й на Чемпионат Хорватии — индивидуальная гонка
2-й на Чемпионат Хорватии — групповая гонка U23
2016
 Чемпион Хорватии — индивидуальная гонка U23
2018
3-й на Тур Албании

## Рейтинги
| Год                 | 2013  | 2014  | 2015  | 2016   | 2017 | 2018   |
| ------------------- | ----- | ----- | ----- | ------ | ---- | ------ |
| Мировой рейтинг UCI |       |       |       | 2612-й | -    | 1619-й |
| Европейский тур UCI | 843-й | 785-й | 605-й | 1759-й | -    | 1048-й |
|                     |       |       |       |        |      |        |
| Источник: UCI       |       |       |       |        |      |        |